# Rhynchonycteris naso
El murcielaguito narigón o murciélago de trompa (Rhynchonycteris naso), es una especie de quiróptero que vive desde el sur de México, Centroamérica, Colombia, Ecuador, Perú, Bolivia, Brasil, las Guayanas, Trinidad y Venezuela.

## Descripción
Su pelaje es suave, denso y esponjado y el color de la piel es de color castaño espigado de gris; con dos franjas en zigzag en la espalda, blancuzcas o crema. Piel de la cara y membranas negruzcas, con un mechón de castaño claro sobre el antebrazo y el uropatagio. No tienen sacos de aire. La longitud de la cabeza con el cuerpo alcanza entre 3,6 y 4,8 cm, la cola de 1,1 a 1,7 cm, el pie de 0,6 a 0,8 cm, la longitud de la oreja de 1,1 a 1,4 cm y a del antebrazo entre 3,6 y 4 cm. Pesa entre 3 y 6 g.

## Hábitat
Siempre vive asociado a corrientes de agua o a pantanos, principalmente en bosques de galería de hojas perennes.

## Comportamiento
Forma colonias, generalmente de entre 10 y 24 individuos, pero que oscilan desde 3 hasta de 80 murciélagos de esta especie, que descansan juntos en los troncos y cavidades de los árboles o en cuevas de roca o en construcciones humanas. Cada colonia tiene un macho dominante y usa de tres a seis sitios de descanso, los cuales se cambian a intervalos. Varios machos se producen en cada grupo y no se ha registrado conformación harén.  Cuando alcanzan dos a cuatro meses de edad se dispersan a las colonias cercanas.
Son insectívoros aéreos y que tienden a alimentarse sobre el agua, volando a poca distancia por encima de la superficie. Inician su actividad media hora después de ponerse el sol y la mantienen por una hora y la de nuevo al final de la noche están activos por otra hora antes de salir el sol.
Ocasionalmente es depredado por la araña Argiope savignyi.